# Bolintin-Deal
Bolintin-Deal è un comune della Romania di 6 181 abitanti, ubicato nel distretto di Giurgiu, nella regione storica della Muntenia.
Il comune è formato dall'unione di 2 villaggi: Bolintin-Deal e Mihai Vodă.